# الطاقة في ليبيا
تتضمن الطاقة في ليبيا إنتاج الطاقة والكهرباء واستهلاكها واستيرادها في ليبيا. صناعة البترول هي المحرك الأساسي للاقتصاد الليبي.

## ملخص
من عام 2004 إلى عام 2008، زاد إنتاج الطاقة الليبية بنسبة 21.5٪ وزادت صادرات الطاقة بنسبة 27٪. من المحتمل أن يكون الاستهلاك المحلي للطاقة في ليبيا مدفوعًا بالصناعة والنمو السكاني. خلال هذه الفترة، وفقًا لوكالة الطاقة الدولية، نما عدد سكان العالم بنسبة 5.3 ٪، ونما عدد السكان الليبيين بنسبة 9.4 ٪. كمصدر صاف للنفط، تم تحفيز إنتاج الطاقة في ليبيا أيضًا من خلال النمو السكاني في دول مثل مصر (نمو بنسبة 12.2٪ في تلك الفترة) واليمن (13.4٪) والسودان (16.4٪) والمملكة العربية السعودية (2.9٪) وإيطاليا. (3٪).
| الطاقة في ليبيا                                                                                             | الطاقة في ليبيا | الطاقة في ليبيا | الطاقة في ليبيا | الطاقة في ليبيا | الطاقة في ليبيا | الطاقة في ليبيا          |
| | رأس المال       | الطاقة الأولية  | إنتاج           | التصدير         | الكهرباء        | انبعاث ثاني أكسيدالكربون |
| | مليون           | تيراوات ساعة    | تيراوات ساعة    | تيراوات ساعة    | تيراوات ساعة    | طن متري                  |
| --- | --------------- | --------------- | --------------- | --------------- | --------------- | ------------------------ |
| 2004 | 5.74            | 212             | 993             | 780             | 14،46           | 43،51                    |
| 2007 | 6.16            | 207             | 1،181           | 971             | 23،88           | 43،13                    |
| 2008 | 6.28            | 212             | 1،206           | 991             | 24،61           | 44،85                    |
| 2009 | 6.42            | 237             | 1،013           | 772             | 26.12           | 50.05                    |
| 2010 | 6.36            | 223             | 1030            | 803             | 27.14           | 51.61                    |
| 2012 | 6.42            | 155             | 360             | 203             | 23.96           | 34.89                    |
| 2012R | 6.16            | 199             | 1009            | 803             | 29.58           | 44.20                    |
| 2013 | 6.20            | 198             | 718             | 515             | 24.58           | 43.23                    |
| تغيير 2004-10                                                                                               | 10.8٪           | 5.3٪            | 3.7٪            | 2.9٪            | 87.7٪           | 18.6٪                    |
| Mtoe = 11.63 تيراواط ساعة، الأولية تشمل الطاقة خسائر الطاقة 2012R = تغيرت معايير حساب CO2، تم تحديث الأرقام |                 |                 |                 |                 |                 |                          |

## البترول

البترول هو المورد الطبيعي الرئيس في ليبيا، مع احتياطيات تقدر بنحو 43.6 مليار برميل.

ليبيا عضو في منظمة الدول المصدرة للنفط أوبك. وفي عام 2007، كانت ليبيا عاشر أكبر مصدر للنفط في العالم مع 73 مليون طن من الصادرات النفطية. واعتبارًا من عام 2009 كانت حصة أوروبا من صادرات النفط الليبية 78٪. أما محليًا، فقد بلغ استخدام الطاقة الأولية في ليبيا 237 تيراواط ساعة و37 تيراواط ساعة لكل مليون شخص. 
المؤسسة الوطنية للنفط هي شركة النفط الحكومية في ليبيا. وأكبر منتجي النفط في ليبيا هما شركة إيني الإيطالية وشركة ريبسول واي بي إف الإسبانية. ومن بين المنتجين الرئيسيين الآخرين في البلاد باسف وبتروبراس وغازبروم وإكسون موبيل وبرتامينا ونيبون أويل وشركة سرت للنفط وبي ومؤسسة هس وجيبكس ومؤسسة النفط والغاز الطبيعي.
في عام 2010، ذهب 28 ٪ من صادرات النفط الليبي إلى إيطاليا (أكثر من 284,000 برميل يوميًا). في عام 2009، بلغت حصة أوروبا من إجمالي صادرات النفط الليبية حوالي 78٪. ومن بين المستوردين الآخرين في عام 2009 الصين (10٪) والولايات المتحدة (5٪) والبرازيل (3٪).

## الطاقة النووية
أصبحت ليبيا عضوا في الوكالة الدولية للطاقة الذرية عام 1963. فليبيا لديها مفاعل أبحاث سوفيتي التصميم بقدرة 10 ميجاوات في تاجوراء تم بناؤه عام 1981.
في أواخر السبعينيات، وقعت ليبيا عقدًا مع الشركة النووية السوفيتية Atomenergoexport لمفاعلين مفاعل القدرة المائي-المائي (VVER)، يوفر كل منهما 440 ميجاوات من الطاقة الكهربائية في خليج سرت. كانت المفاعلات تهدف إلى استخدام مزدوج لتوليد الطاقة الكهربائية وتحلية مياه البحر. نظرًا لأن ليبيا كانت غير راضية عن التكنولوجيا التي أراد الاتحاد السوفيتي تزويدها بها، فقد طُلب من الشركة النووية البلجيكية Belgonucleaire تولي العقد. ومع ذلك، وبسبب اعتراض الولايات المتحدة على مخاوفها بشأن إساءة استخدام تطوير الأسلحة النووية، رفضت شركة Belgonucleaire وطلبت ليبيا من الاتحاد السوفياتي مرة أخرى. في النهاية، توقف المشروع خلال مرحلة التخطيط له عام 1986.
في عام 2006 وقعت ليبيا وفرنسا اتفاقية حول الاستخدامات السلمية للطاقة الذرية، وفي يوليو 2007، وقعا مذكرة تفاهم تتعلق ببناء محطة نووية متوسطة الحجم مع مفاعل أريفا لتحلية مياه البحر. عارضت ألمانيا هذه الصفقة. وأعقب ذلك مذكرة مع كندا لمشاركة الطب النووي وتكنولوجيا تحلية المياه والتعاون في أبحاث الطاقة النووية. وفي عام 2010، قبل وفاة معمر القذافي، أكدت ليبيا أنها تنوي إنشاء قطاع للطاقة النووية.

## الطاقة المتجددة
تروج الحكومة الليبية للطاقة المتجددة من خلال هيئة الطاقة المتجددة في ليبيا. تحدد الخطة الاستراتيجية للطاقة المتجددة في ليبيا 2013-2025، التي صدرت في عام 2012، هدفًا يتمثل في مساهمة الطاقة المتجددة بنسبة 10٪ في مزيج الطاقة في البلاد بحلول عام 2025. ستأتي الطاقة المتجددة من الرياح والطاقة الشمسية المركزة والطاقة الكهروضوئية وتسخين المياه بالطاقة الشمسية.
ليبيا من بين 13 دولة لم تقدم تعهدات بشأن المناخ بموجب اتفاقية باريس.
تتمتع البلاد بإمكانيات عالية لطاقة الرياح والطاقة الشمسية. بدأ بناء محطة طاقة شمسية بقدرة 100 ميجاوات في مدينة الكفرة جنوب شرق ليبيا.

## أنظر أيضا
- قائمة محطات الكهرباء في ليبيا
- المشاريع النفطية العملاقة (2011)